# Banebdzsedet
Banebdzsedet (b3-nb-ḏd.t) ókori egyiptomi istenség. Eredetéről keveset tudni. Nevében a ba egy ókori egyiptomi lélekfogalom, de kost is jelent, a neb jelentése „úr”, Dzsedet pedig Mendész városának ókori egyiptomi neve, így a név jelentése: „Mendész ba-ura” vagy „Mendész kos ura”. Mivel a ba egyszerre jelent lelket (emberit és istenit egyaránt) és kost, a kos alakú istenségeket időnként más istenek megjelenésének tartották; Banebdzsedet Ozirisz lelkét jelképezte, a későkorban ez kibővült azzal, hogy Ré, Su és Geb lelkét is. Felső-egyiptomi megfelelője Hnum kosisten.
Felesége Hatmehit, a halak istennője, aki talán Mendész eredeti főistene volt. Gyermekükkel, Harpokratésszel együtt formálják az úgynevezett mendészi triádot (a szülőpárból és gyermekből álló háromság gyakori volt az egyiptomi vallásban).

## Ikonográfiája
Kosként, kosfejű emberként vagy kosfejként ábrázolták; az újbirodalomtól kezdve négy kosfejjel, ami az általa jelképezett négy istent jelképezte. A négy fej közül kettő előre, kettő hátrafelé nézett.

## Kultusza
Kultuszközpontja Mendész volt, ahol feltártak egy temetőt az isten szent kosainak szarkofágjaival, de máshol is tisztelték, bár a Deltán kívül inkább más kosistenek voltak jelentősek. Kosistenként erős szexuális jelleggel is bírt; III. Ramszesz Medinet Habu-i templomában leírják, hogy Tatjenen isten Banebdzsedet formájában nemzette Ramszeszt.
A Hórusz és Széth történetében Banebdzsedet azt a tanácsot adja az isteneknek, hogy Neith tanácsát fogadják meg a két isten vitájában. Később azt javasolja, hogy Széth kapja meg a trónt, mert ő az idősebb.